# Vladimir Arkad'evič Krasnopol'skij
Vladimir Arkad'evič Krasnopol'skij (Ekaterinburg, 14 giugno 1933 – Mosca, 23 settembre 2022) è stato un regista sovietico.

## Filmografia parziale

### Regista
- Taёžnyj desant (1965)
- Stjuardessa (1967)
- Nepodsuden (1969)